# Mars 1844

## Événements
- 1er mars : Émeutes de la bière à Munich, survenues en raison de l'augmentation du prix de la bière.
- Nuit du 2 au 3 mars : un matelot Français se fait prendre la baïonnette de son fusil par un Tahitien. Début de l'affaire Pritchard.
- 3 mars : à Tahiti, Pritchard, consul de Grande-Bretagne, est expulsé sur ordre du capitaine d'Aubigny.

- 6 mars : accord (Bond) entre les Britanniques et les peuples côtiers de la Gold Coast. Les chefs fanti reconnaissent les apports positifs de l’administration britannique en matière de droit, s’engagent à renoncer aux « sacrifices humains et autres coutumes barbares » et à veiller à ce que « les coutumes du pays se moulent sur les principes généraux de la Loi Britannique ».

- 8 mars : mort de Charles XIV de Suède (maréchal Bernadotte).
  - Début du règne d'Oscar Ier de Suède et de Norvège (fin en 1859).
  - La Suède connaît alors une période de calme tant sur le plan extérieur (la Diète a été ouverte à la bourgeoisie des villes et des campagnes) qu’en politique étrangère. Avec Oscar Ier, le pays entre dans une période de libéralisme marquée par une liberté de la presse accrue, une réforme du code pénal et l’arrivée d’un nouveau personnel politique.

- 11 mars : nouvelle visite (cordiale) de Sainte-Beuve à Victor Hugo.

- 14 mars :
  - Carlos Antonio López devient président de la république du Paraguay.
  - Sainte-Beuve est élu à l'Académie française, au fauteuil de Casimir Delavigne. Prosper Mérimée est élu au fauteuil de Charles Nodier.

- 16 mars :
  - La Grèce adopte une Constitution créant un Parlement bicaméral et une monarchie constitutionnelle. Les élections législatives se préparent dans un climat de guerre civile, qui n’est évitée que par la révocation du cabinet Mavrocordato et la nomination par le roi Othon Ier de Grèce d’un gouvernement dirigé par le francophile Kolettis.
  - France : ouverture du musée de Cluny.

- 20 mars, France : quai de Grève, Victor Hugo manque être tué par la chute d'un canon pris à Alger.

- 28 mars : création de la Garde civile en Espagne.

- 30 mars : à Metz, naissance de Paul Verlaine.

## Naissances
- 14 mars : Humbert de Savoie, roi d'Italie (+1900).
- 15 mars : Ferdinand Hurter (mort en 1898), industriel de la chimie suisse.
- 18 mars : Rimski-Korsakov (mort en 1908), compositeur russe
- 24 mars : Camille Lemonnier, romancier, conteur, nouvelliste, essayiste belge.
- 25 mars : Adolf Engler (mort en 1930), botaniste allemand.
- 30 mars : Paul Verlaine, poète français (+1896).

## Décès
- 8 mars : Charles XIV de Suède.
- 24 mars : Bertel Thorvaldsen, sculpteur danois.